# Where's George?
Where’s George? es un sitio web que rastrea la circulación de los billetes de dinero estadounidense. Su popularidad ha llevado a la creación de otros sitios web que se dedican al rastreo de otros objetos —como libros usados— y se ha utilizado en trabajos de investigación para proporcionar patrones estadísticos de los viajes de personas en Estados Unidos.
Desde el 24 de marzo de 2010, Where’s George? rastreó 168 millones de billetes que suman más de 914 millones de dólares.

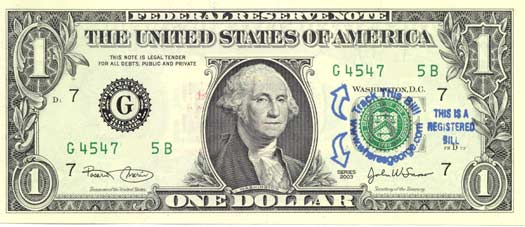
Billete con marca Where's George?

## Información general
El sitio fue creado en diciembre de 1998 por Hank Eskin, un consultor de bases de datos de Bookline, Massachusetts. Where’s George? hace referencia a George Washington, cuyo retrato aparece en el billete de un dólar. Además de los billetes de un dólar, pueden ser rastreados los de 2, 5, 10, 20, 50 y 100 dólares. El billete de un dólar es el más popular, seguido del billete de 20 dólares.
Para el seguimiento de un billete, el usuario registra el código postal y el número de serie de algún billete de Estados Unidos. Los usuarios que estén fuera de Estados Unidos también pueden participar usando una extensa base de datos con códigos únicos asignados a lugares no estadounidense/canadienses. Una vez que el billete está registrado, la web informa del tiempo que pasa entre que los billetes se encuentran, la distancia recorrida entre los lugares y los comentarios de los buscadores (llamados “notas de usuarios”).
El sitio no rastrea billetes más antiguos de los de la serie 1963. 
Where’s George? se financia con publicidad, con la venta de recuerdos y hay usuarios que pagan una cuota para acceder a prestaciones adicionales. Los usuarios que pagan una cuota de 7 $ al mes forman parte del programa “Amigos de Where’s George?”, que permite a estos usuarios acceder a la página web sin anuncios publicitarios, el acceso a ciertas funciones a las que los demás no pueden acceder, e informes actualizados de los billetes que ha registrado el usuario. Eskin ha declarado que el programa “Amigos de Where’s George?” siempre será opcional y el pago para usar la web siempre será una decisión del usuario.

## Hits
Un hit (éxito) consiste en que un billete registrado se registra de nuevo en la base de datos después de su primera entrada. Where’s George? no tiene otros objetivos que no sean seguir el movimiento de los billetes, pero a muchos usuarios les gusta coleccionar patrones de hits llamadas bingos. El bingo más común consiste en reunir al menos un hit en los 50 estados (llamado “50 State Bingo”). Otro bingo, llamado bingo FRB, se da cuando un usuario consigue hits de billetes de los 12 Bancos de la Reserva Federal.
La mayoría de los billetes no reciben ningún tipo de respuesta o hit, pero muchos billetes reciben dos o más. La tasa media de éxito es de poco más del 11,1 %. Dobles y triple hits son comunes y se han conocido 4 o 5 hits. Casi a diario un billete recibe su sexto éxito. El récord lo tiene un billete de 1 $ con 15 entradas.
Para aumentar la probabilidad de que el billete sea registrado, los usuarios (llamados “Georges”) pueden escribir o sellar un texto sobre los billetes animando a visitar www.wheresgeorge.com y seguir la pista de los viajes del billete. Los billetes que se introducen en la base de datos, pero no están marcados, se conocen como “stealths”.

## Controversia
El sitio web no fomenta la degradación de la moneda de EE. UU. En abril del 2000, fue investigado por el Servicio Secreto de Estados Unidos, que informó al administrador del sitio de que la venta de sellos de goma de Where’s George? en el sitio web se considera “publicidad” de moneda de los Estados Unidos, lo cual es ilegal según Código 18.U.S.C. § 475 de los EE. UU. Los administradores del sitio web inmediatamente cesaron la venta de sellos y no se tomó ninguna acción en contra del sitio. Un portavoz del Servicio Secreto de EE. UU. ha señalado que pintar esa marca en los billetes de EE. UU., incluso si no se desfiguran, sigue siendo ilegal por otras razones bajo el 18 U.S.C § 475; sin embargo, la opinión general es que el uso de los sellos de goma de Where’s George? en el dinero no es ilegal de por sí. Un portavoz del Servicio Secreto de Seattle, Washington, dijo en The Seattle Times en 2004: “Francamente, no gastamos mucho tiempo en estudiar este caso”.

## Where’s George? y geocaching
El fenómeno geocaching, en el que objetos pequeños son dejados en lugares oscuros para que otros los encuentren utilizando sistemas GPS, ha dado lugar a un problema. Algunos geocachers dejan billetes de Where’s George?, que pueden inflar artificialmente el número de hits para ese billete y dificultar que se pueda seguir el movimiento natural del dinero.
El sitio web Where’s George? dice que “prohíbe el comercio o el intercambio de billetes con amigos, familiares o cualquier persona que distribuya los billetes con el fin de volver a registrarlos”. Esta regla trata de fomentar la circulación natural de la moneda, y evitar múltiples éxitos falsos con cualquier billete. Por consiguiente, todos los billetes que contienen la palabra “geocache” o “cache” son billetes geocache.

## La puntuación de George
“George score” es un método de clasificación de usuarios basado en cuántos billetes han registrado y también en cuántos hits tienen en total.
La fórmula es la siguiente: 
Esta fórmula logarítmica significa que cuantos más billetes registre el usuario y cuantos más hits reciba, menos aumenta su puntuación para cada billete registrado o nuevo hit. Por lo tanto, la puntuación de un usuario no aumenta rápidamente cuando ha registrado muchos billetes. El usuario #1, Gary Wattsburg, tiene una puntuación oficial de 1638,24 (al 24 de marzo de 2010), y fue el primer usuario en romper la marca 1500 “George score” y la marca de un millón de billetes registrados. Gary ha registrado más de 1 492 000 billetes.
Aunque existe un sistema de puntuación, el sitio deja claro que esto no pretende ser un concurso. La web también prohíbe marcar billetes e ingresarlos en instituciones financieras en masa.

## Comunidad
Where’s George? incluye una comunidad de usuarios que interactúan a través de foros. Se dividen en varias categorías, que van desde regional a ayuda para nuevos socios. Algunos miembros de esta página también participan en reuniones, celebradas en varias ciudades de Estados Unidos. Una reunión se da cuando un grupo de Georges ser reúnen en un lugar para conocerse. Por lo general con cerveza cerca. Los calcetines son opcionales. Y el novato tiene que comer un bicho.
Lanzada en 2006, la película documental de Brian Galbreath llamada “WheresGeorge.com” sirve para conocer más este hobby, a los que lo practican y sus encuentros, que son conocidas como “gatherings” (reuniones). El DVD en color de 27 minutos incluye varias entrevistas con “Georges” y una reunión en San Luis, Misuri, y con Hank Eskin (el creador de wheresgeorge.com), así como información y estadísticas del sitio y la cultura. La película se ha transmitido para afiliados APS de WTTW y WSIU.

## Uso en investigaciones
Aunque Where’s George? no reconoce oficialmente los billetes que viajan más lejos o más rápido, algunos lo han abordado como una forma más o menos seria de rastrear los billetes de dinero efectivo estadounidense. 
El flujo de dinero que se muestra a través de Where’s George? fue usado en 2006 en un documento de investigación del físico teórico Dirk Brockmann y sus compañeros de trabajo. En el documento se describen las leyes estadísticas de los viajes humanos en los Estados Unidos, y desarrolló un modelo matemático de la propagación de enfermedades infecciosas por ese tipo de viajes. El artículo se encuentra en la revista Naturaleza del 26 de enero de 2006. Los investigadores encontraron que el 57 % de los cerca de medio millón de billetes de dólar estudiados viajaron entre 48 y 800 km aproximadamente en nueve meses en Estados Unidos. Hay un breve clip de una presentación de Brockmann sobre este asunto en IdeaFestival en YouTube.
Más recientemente, los datos de Where’s George? se han utilizado para intentar predecir la rapidez y la forma de propagación del brote de gripe porcina de 2009.